# 粘着テープ

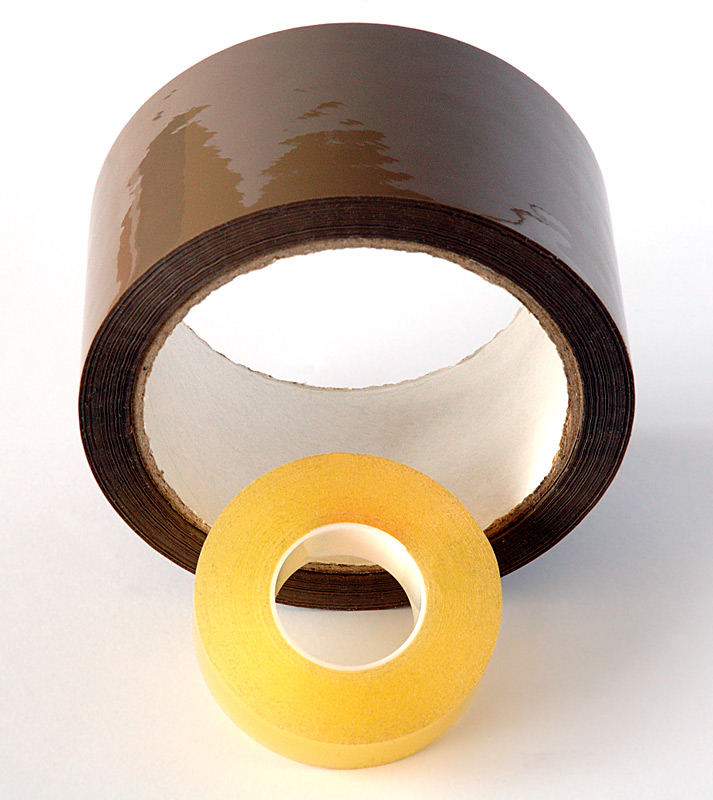
粘着テープ

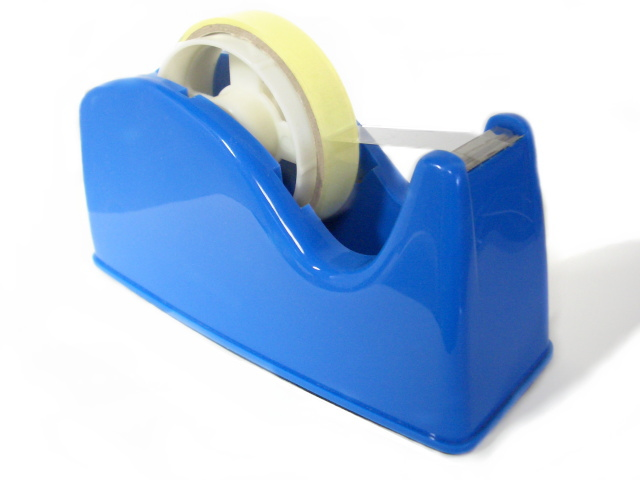
セロハンテープとディスペンサー（Tape dispenser）

粘着テープ（ねんちゃくテープ、英: Adhesive tape）は、基材の片面または両面に粘着剤を塗布し、ロール状に巻いた製品の総称。仮止め、接着、空隙充填、表面保護などに使われる。

## 構造
基材（テープ本体の材料）としては、紙、布、フィルム（セロハン、OPP、アセテートなど）、金属箔などが使われる。日本粘着テープ工業会では、粘着テープを紙粘着テープ類、布粘着テープ類、フィルム粘着テープ類、特殊粘着テープ類（その他と思われる）の4種類に分類している。
基材に塗られる粘着剤には、ゴム系、アクリル系、ウレタン系、シリコーン系といった種類がある。
片面テープは、基材の片面に粘着剤が塗られている。粘着剤が塗られていない面（背面）には、テープをスムーズに繰り出すためにはく離剤が塗られている製品もある。 両面テープは、基材の両面に粘着剤が塗られ、その間に両面はく離紙が挟み込まれた構造となっている。(基材を使わず、粘着剤とはく離紙のみからなる基材レス両面テープもある。)
幅はさまざまで、1mm程度から2mにまでいたる。日用品として使われるのは、セロハンテープ、両面テープ、マスキングテープなどは1～2cm、クラフト粘着テープ、布テープ、ＯＰＰテープ、養生テープなどは5cm前後のものが多い。俗に、段ボール包装用のテープを「ガムテープ」と総称することがあるが、正確ではない。本来のガムテープは水溶性のガム糊（接着剤）を使用した『接着テープ』であり、狭義の粘着テープには含まれない。

## 製法
製法は、フィルムをシートのまま引き出し、粘着剤を塗布し、再度巻き取る。その後、
- 巻き取られたまま輪切りにする（コアカット）
- 再度引き出し、裁断し、再度巻き取る（スリット加工）

のいずれかで、テープ状にする。そのほか、粘着剤を塗布した後にすぐ裁断し巻き取る製法もある。
粘着テープは巻き取られた状態で流通し保管され、使用直前に必要な長さを切り取られる。切り取りを容易にするためのディスペンサー（テープカッター、Tape dispenser）が使われることもある。

## 粘着テープの例

### 基材による呼称
- セロハンテープ - セロハン。
- クラフト粘着テープ - クラフト紙。いわゆる「紙ガムテープ」を含む。
- 布粘着テープ - スフ（ビスコースレーヨン）製の布。いわゆる「布ガムテープ」を含む。ガファーテープ (Gaffer tape)。ガフテープ (Gaff tape) またはガファテープ (Gaffa tape) とも呼ばれる。
- OPP粘着テープ - 延伸ポリプロピレン (OPP)。いわゆる「透明ガムテープ」を含む。パーセルテープ (Parcel tape)、パッキングテープ (Packing tape) とも呼ばれる。
- アルミテープ - アルミ箔。
- 銅テープ - 銅箔。
- ビニールテープ - 軟質ポリ塩化ビニル。
- ポリエステルテープ
- ポリエチレンテープ
- ポリイミドテープ - 商標の一例として「カプトンテープ」。熱電対やサーミスタを測温対象に貼る際に常用される。
- ガラスクロステープ - ガラス繊維による布。耐熱用途。
- 複合粘着テープ - 複数素材を張り合わせるか、布を樹脂で含浸する。
- 基材レス両面テープ - 基材のない両面テープ。

### 用途による呼称
- サージカルテープ - 医療用。ガーゼの固定など。
- 縫合テープ - 手術後の縫合。
- メンディングテープ - 書類用。上から字が書ける。
- マスキングテープ - 塗装時のマスキング。
- ドラフティングテープ - 図面等の仮止め用。
- シールテープ - 建築物等の水密・気密。
- スポーツテープ - いわゆる「テーピング」用。
- ラインテープ - 路面標示・床面標示用テープ。体育館などにも使われる。
- 絶縁テープ - 粘着テープの一種で、電線に流れる電気の絶縁に使われる。耐久性や絶縁効果のよいビニル基の一つであるポリ塩化ビニルなどの合成樹脂が主に使用されている。また粘着テープ全般の原型でもあり、19世紀に電灯が発明されて世界中に普及し、そして世界中で電気工事が行われるようになった際に発明され、世界中に普及した。
- フラジルテープ - 「われもの注意」用。(英: Fragile Tape)

### 商標
- セロテープ (Cellotape) - ニチバン（日本）の商標。
- セロテープ (Sellotape) - セロテープ社（イギリス）の商標。
- スコッチテープ - 3M（アメリカ）の商標。
- パイオランテープ - ダイヤテックス（三菱ケミカルグループ）の商標。
- Ｐカットテープ - 寺岡製作所の商標。
- コロコロ - ニトムズの床掃除用粘着テープクリーナーの商標。
- カットエースｰ光洋化学の商標。養生テープ。
- エースクロスｰ光洋化学の商標。気密防水テープ。

### その他
- ダクトテープ - アメリカでよく売られている銀色で粘着力の強いテープ。語源不詳（「配管工事用のテープ」は語源俗解らしい）。

### 類似の製品
- 粘着シート
- テープのり
- 自己融着テープ - 基材はブチルゴムで、接着剤は塗られていない。基材同士が重なり合うと互いが密着して一体になる（自己融着）ので、対象物に重ね巻いて使用する。
- 非粘着テープ - 基材はビニールテープと同様のポリ塩化ビニルで、接着剤は塗られていない。粘着テープよりも重ね巻き作業の効率が良いので、配管の保護用に使われる。巻き始めと巻き終わりを粘着テープで固定する必要があるが、中間では引っ張りながら重ね巻くため、接着剤がなくても緩む心配はない。